# Syndrome des urines violettes
 (septembre 2020).
 Mise en garde médicale
Le syndrome des urines violettes est un syndrome médical dans lequel une décoloration violette de l'urine se produit chez les personnes porteuses de cathéters urinaires et d'infection coexistante des voies urinaires. Les bactéries présentes dans l'urine produisent l'enzyme indoxyl phosphatase. Cela convertit le sulfate d'indoxyle dans l'urine en composés de couleur rouge et bleu indirubine et indigo. Les bactéries les plus fréquemment impliquées sont Providencia stuartii, Providencia rettgeri, Klebsiella pneumoniae, Proteus mirabilis, Escherichia coli, Morganella morganii et Pseudomonas aeruginosa.

## Signes et symptômes
Les personnes atteintes du syndrome de la poche à urine violette ne se plaignent généralement d'aucun symptôme. La décoloration violette du sac d'urine est souvent la seule constatation, fréquemment notée par les soignants. Elle est généralement considérée comme une affection bénigne, bien que dans le cadre d'une infection urinaire récurrente ou chronique, elle puisse être associée à des bactéries résistantes aux médicaments.

## Physiopathologie
Le tryptophane dans l'alimentation est métabolisé par des bactéries du tractus gastro-intestinal pour produire de l'indole. L'indole est absorbé dans le sang par l'intestin et passe au foie. Là, l'indole est converti en sulfate d'indoxyle, qui est ensuite excrété dans l'urine. Dans le syndrome du sac urinaire violet, les bactéries qui colonisent le cathéter urinaire transforment le sulfate d'indoxyle en composés colorés indirubine et indigo.

## Diagnostic
Le syndrome des urines violettes est un diagnostic clinique dont la cause peut être étudiée à l'aide de divers tests de laboratoire ou d'imagerie.

## Traitement
Des antibiotiques tels que la ciprofloxacine doivent être administrés et le cathéter doit être changé. Si la constipation est présente, cela doit également être traité.

## Épidémiologie
Le syndrome des urines violettes est plus fréquent chez les résidentes des maisons de retraite. D'autres facteurs de risque comprennent l'urine alcaline, la constipation et l'utilisation d'un cathéter en polychlorure de vinyle.

## L'histoire
Le syndrome a été décrit pour la première fois par Barlow et Dickson en 1978.